# La figlia di Lady Chatterley
La figlia di Lady Chatterley (Lady Chatterley's Passions 2: Julie's Secret, título em inglês) é um filme erótico italiano dirigido por Emanuele Glisenti e lançado em DVD em 1995. Tem a duração de 85 minutos e é falado em italiano.

## Roteiro
Julie retorna ao castelo da família para passar férias e encontra Melton, amante de sua mãe. Nesse momento, surge uma relação destrutiva e cheia de fantasia sexual entre eles. Julie fará de tudo para vingar sua mãe.

## Atores principais
- Solange Cousseau
- John Franco
- Roberta Fregonese
- Gala Orlova
- David Cuttica